# Елоева, Фатима Абисаловна
Фати́ма Абиса́ловна Ело́ева — российский филолог, доктор филологических наук, профессор и заведующая отделением византийской и новогреческой филологии Санкт-Петербургского государственного университета (до 2020 г.), профессор кафедры классической филологии Вильнюсского университета, приглашённый профессор университетов Греции, Кипра, Великобритании, Франции. Автор методики обучения иностранным языкам на основе классических литературных текстов.

## Биография
Родилась 31 января 1959 года в Ленинграде в осетинской семье. В 1976 года поступила на албанское отделение филологического факультета Ленинградского университета, которое окончила с отличием в 1981 году. Кандидат филологических наук (1985), диссертация — «Ландшафтная лексика новогреческого языка в ареально-историческом освещении» (научный руководитель А. В. Десницкая). Доктор филологических наук (1997), диссертация — «Понтийский диалект (на материале бесписьменных греческих говоров Грузии и Краснодарского края)». В 1984 году основала Отделения новогреческой филологии Ленинградского университета, ныне — Отделение византийской и новогреческой филологии Филологического факультета СПбГУ. Профессор кафедры общего языкознания СПбГУ (1988). Многие годы занималась полевыми исследованиями, изучая диалекты греческого (цалкский, понтийский), албанского, цыганского, идиш, удэгейского, турецкого, осетинского языков. Профессор кафедры классической филологии Вильнюсского университета.
Муж — Антанас Ченис, доктор физико-математических наук, профессор, проректор Вильнюсского технического университета; имеет двоих детей.

## Основные работы
- Елоева Ф. А. Проблемы языковой интерференции: Цыганские диалекты Европы. Л., 1990. (Монография, в соавт. с А. Ю. Русаковым Архивная копия от 9 января 2018 на Wayback Machine).
- Елоева Ф. А. Введение в новогреческую филологию. СПб, 1992. (Монография).
- Елоева Ф. А. Понтийский диалект в синхронии и диахронии. СПб, 2004. (Монография).

Более 100 статей в российских и европейских научных изданиях (на русском, греческом, английском, французском, немецком, литовском, итальянском языках).

## Читаемые курсы
Общее языкознание; Балканистика; История и диалектология новогреческого языка; Грамматика новогреческого языка; История новогреческой литературы; Теория метафор; Новогреческий язык; Итальянский язык; Албанский язык; Литовский язык.

## Награды и премии
- 2007 — почётное звание «Посол культуры Греции» (присуждено мэром города Афины, Греция)[3]
- 2008 — Орден Феникса (Греция) Командорский крест (высшая награда Греции, вручена в Афинах президентом Греческой республики Каролосом Папульясом)[4]
- 2010 — Награда Санкт-Петербургского университета за педагогическое искусство
- 2016 — Звание почетного профессора Фракийского университета имени Демокрита (Греция)[5]